# Wielka koalicja
Wielka koalicja – koalicja rządowa największych partii politycznych o przeciwnych poglądach w przypadku, kiedy niemożliwe jest uzyskanie innej większości w parlamencie.
W Niemczech wielką koalicją nazywany jest sojusz między Unią Chrześcijańsko-Demokratycznej i Unią Chrześcijańsko-Społeczną (CDU/CSU) a Socjaldemokratyczną Partią Niemiec, natomiast w Austrii porozumienie Austriackiej Partii Ludowej i Austriackiej Partii Socjaldemokratycznej.

## Inne przykłady wielkich koalicji rządowych
- Wielka Brytania – koalicja Brytyjskiej Partii Liberalnej oraz Brytyjskiej Partii Konserwatywnej, co miało miejsce w latach 1916–1922, a także 1931–1945 (wówczas dołączyła jeszcze Partia Pracy)
- Izrael – koalicja między Likudem i Partią Pracy w latach 1984–1990 oraz 2001–2003
- Szwajcaria – koalicja czterech największych partii politycznych od 1959
- Bułgaria – koalicja od 2005 r.
- Republika Weimarska – wielką koalicją nazywano koalicję republikańską (socjaldemokraci, demokraci, centryści i „ludowcy”)

## Inne znaczenia
- szósta koalicja antyfrancuska państw europejskich w okresie rewolucji francuskiej i rządów Napoleona Bonaparte. W jej skład wchodziły, między innymi, Szwecja, Austria i Prusy.
- popularna nazwa sojuszu z okresu II wojny światowej, w którym główną rolę odgrywały Stany Zjednoczone, Wielka Brytania i ZSRR[1].